# 单值性

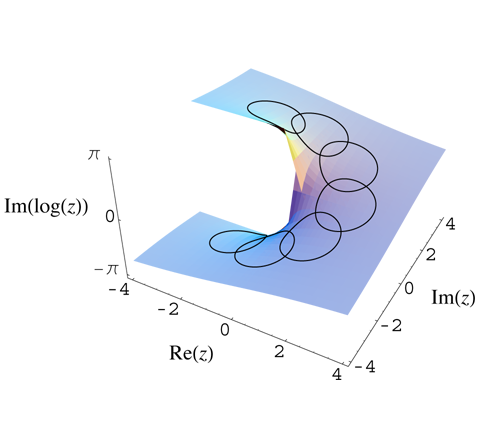
复对数的虚部。在上定义复对数，会沿不同路径得到不同答案。这就产生了无限循环单值群，以及的螺旋曲面（黎曼曲面之一）覆盖。

数学中，单值性（monodromy）研究的是数学分析、代数拓扑、代数几何与微分几何中的对象在“绕着奇点旋转”时的行为。这个领域同覆叠映射及其到分歧的退化密切相关。引发单值现象的方面是，我们想定义一个绕奇点旋转时不保持单值性的函数。可以定义单值群来测量单值性的失效，这是一群作用于数据的变换，编码了在单一维度上绕行时发生的情况。单值性的缺乏，有时称作多值性（polydromy）。

## 定义
令X是连通且底局部连通的拓扑空间，基点为x，并令{\displaystyle p:{\tilde {X}}\to X}为覆叠映射，其纤维为{\displaystyle F=p^{-1}(x)}。对以x为基的环圈{\displaystyle \gamma :\ [0,\ 1]\to X}，记从点{\displaystyle {\tilde {x}}\in F}开始的覆叠映射下的提升为{\displaystyle {\tilde {\gamma }}}。最后，用{\displaystyle {\tilde {x}}\cdot {\tilde {\gamma }}}表示端点{\displaystyle {\tilde {\gamma }}(1)}，一半与{\displaystyle {\tilde {x}}}不同。有定理指出，这种构造给出了基本群{\displaystyle \pi _{1}(X,\ x)}在F上的良定义的群作用，{\displaystyle {\tilde {x}}}的稳定子恰是{\displaystyle p_{*}\left(\pi _{1}\left({\tilde {X}},{\tilde {x}}\right)\right)}，即当且仅当元素{\displaystyle [\gamma ]}由{\displaystyle {\tilde {X}}}中以{\displaystyle {\tilde {x}}}为基的环圈的像表示时，才会固定F中的一个点。这种作用叫做单值作用，对应的群同态{\displaystyle \pi _{1}(X,\ x)\to {\rm {Aut}}(H_{*}(F_{x}))}映射到F上的自同构群，就是代数单值性。这同态的像就是单值群。还有一个映射{\displaystyle \pi _{1}(X,\ x)\to {\rm {Diff}}(F_{x})/{\rm {Is}}(F_{x})}，其像是拓扑单值群。

## 例子
这些观点首次明确阐述是用复分析的语言。在解析延拓的过程中，在穿孔复平面{\displaystyle \mathbb {C} \backslash \{0\}}的某开子集E中的解析函数{\displaystyle F(z)}可连续映射回E，但值不同。例如，取
{\displaystyle {\begin{aligned}F(z)&=\log(z)\\E&=\{z\in \mathbb {C} \mid \operatorname {Re} (z)>0\}\end{aligned}}}
然后逆时针绕圆
{\displaystyle |z|=1}
进行解析延拓，将导致返回的不是{\displaystyle F(z)}而是
{\displaystyle F(z)+2\pi i}
这时，单值群是无限循环群，覆叠空间是穿孔复平面的万有覆叠，可以形象理解为螺旋曲面，并有{\displaystyle \rho >0}的约束。覆叠映射是一个垂直投影，从某种意义上说显然地折叠了螺旋，得到穿孔平面。

## 复数域微分方程
一个重要应用是解微分方程，当中单解可通过解析延拓得到更多线性独立解。复平面中开连通集S上定义的线性微分方程拥有单值群，更精确地说是S基本群的线性表示，概括了S中所有环圈的解析延拓。在给定表示的情况下构造方程（具有正则奇点）的逆问题称作黎曼–希尔伯特问题。
对于正则（特别是富克斯）线性系统，常常选择与环圈相应的算子{\displaystyle M_{j}}作为单值群的生成子，当中每个环圈逆时针绕过系统的一个极点。若指标j在顺时针绕过极点时从1增加到p+1，则生成子之间的唯一关系是{\displaystyle M_{1}\cdots M_{p+1}=\operatorname {id} }。德利涅–辛普森问题是以下实现问题：对{\displaystyle {\rm {GL}}(n,\ \mathbb {C} )}中的哪些共轭类元组，存在来自这些类的满足上式的矩阵{\displaystyle M_{j}}的不可约元组？皮埃尔·德利涅与卡洛斯·辛普森第一个得到了问题的解。Vladimir Kostov提出并讨论了富克斯系统残差问题的加性版本。除了{\displaystyle {\rm {GL}}(n,\ \mathbb {C} )}外，其他学者也考虑过在矩阵群上的问题。

## 拓扑与几何角度
在覆叠映射的情形下，我们将其视为纤维化的特例，并利用同伦提升特性“追踪”基空间X上的路径（简单起见假定其是径连通的），因为它们可提升到覆叠C中。若沿着X中以x为基的环圈绕行，并将其提升到x上方的c处开始，则将在x上方的某个c*处结束。c ≠ c*完全是可能的，为编码这种情况，可将基本群{\displaystyle \pi _{1}(X,\ x)}的作用视为所有c的集合上的置换群，此时就是单值群。
微分几何中，平行移动起类似作用。在光滑流形M上的主丛B中，联络允许从M上的m之上的纤维“水平”移动到相邻的纤维。当应用于以m为基的环圈时，其效果是定义了m处纤维平移的完整群；若B的结构群是G，则它就是G的一个子群，衡量了B与积丛{\displaystyle M\times G}的偏差。

### 单值广群与叶状结构

在总空间中有提升基中路径的路径。沿着这些路径推进，就能得到基本广群的单值作用。

与基本广群类似，可以绕过基点的选择，定义单值广群。此处考虑纤维化{\displaystyle p:{\tilde {X}}\to X}的基空间X中的路径的提升（的同伦类），结果具有基空间X上的广群结构。这样做的好处是，我们可以放弃X的连通性条件。
此外，这个构造还可推广到叶状结构：考虑{\displaystyle (M,{\mathcal {F}})}是M的（可能奇异的）叶状结构。则对于{\displaystyle {\mathcal {F}}}的叶中的每条路径，都可考虑其在过端点的局部横截面上的诱导微分同胚。若回到端点周围的微分同胚的芽，则前述微分同胚在单连通坐标图中是唯一的，尤其是在不同横截面之间。这样，在单连通坐标图中，它也变得与路径（固定端点间）无关，因此在同伦下不变。

## 伽罗瓦理论定义
记{\displaystyle \mathbb {F} (x)}为变量x在F域上的有理函数域，F也是多项式环{\displaystyle \mathbb {F} [x]}的分式域。元素{\displaystyle f(x)=y\in \mathbb {F} (x)}决定了一个有限域扩张{\displaystyle [\mathbb {F} (x):\ \mathbb {F} (y)]}。
这个扩张一般不是伽罗瓦的，但有伽罗瓦闭包{\displaystyle L(f)}。扩张{\displaystyle [L(f):\ \mathbb {F} (y)]}的相关伽罗瓦群称作f的单值群。
在{\displaystyle \mathbb {F} =\mathbb {C} }的情形下，黎曼曲面理论允许上述几何解释。扩张{\displaystyle [\mathbb {C} (x),\ \mathbb {C} (y)]}已经伽罗瓦的情形下，相关单值群有时被称作甲板变换群（deck transformation）。
这与导致黎曼存在定理的复叠空间伽罗瓦理论有关。